# 2004年アテネオリンピックのオランダ選手団
2004年アテネオリンピックのオランダ選手団（2004ねんアテネオリンピックのオランダせんしゅだん）は、2004年8月13日から8月29日にかけてギリシャの首都アテネで開催された2004年アテネオリンピックのオランダ選手団、およびその競技結果。

## 概要
今大会は金メダル4個、銀メダル9個、銅メダル9個の合計22個のメダルを獲得した。

## メダル
| メダル | 選手名 | 競技   | 種目                           |
| ------ | --- | ------ | ------------------------------ |
| 金     | ピーター・ファン・デン・ホーヘンバンド                                                                                             | 競泳   | 男子100m自由形                 |
| 金     | インヘ・デブルーイン | 競泳   | 女子50m自由形                  |
| 金     | レオンティエン・ファンモールセル                                                                                                   | 自転車 | 女子個人ロードタイムトライアル |
| 銀     | ピーター・ファン・デン・ホーヘンバンド                                                                                             | 競泳   | 男子200m自由形                 |
| 銀     | ヨハン・ケンクハイス ミチャ・ザストロー クラース＝エリック・ツウェリンク ピーター・ファン・デン・ホーヘンバンド マルク・フェーンス | 競泳   | 男子4×100m自由形リレー         |
| 銀     | テオ・ボス | 自転車 | 男子スプリント                 |
| 銀     | エディス・ボッシュ | 柔道   | 女子70kg以下級                 |
| 銀     | インヘ・デブルーイン | 競泳   | 女子100m自由形                 |
| 銅     | インヘ・デブルーイン | 競泳   | 女子100mバタフライ             |
| 銅     | シャンタル・フロート インヘ・デッカー マルリーン・フェルトハイス インヘ・デブルーイン アナベル・コステン                           | 競泳   | 女子4×100m自由形リレー         |
| 銅     | レオンティエン・ファンモールセル                                                                                                   | 自転車 | 女子個人追抜き                 |
| 銅     | バルト・ブレンチェンス | 自転車 | 男子クロスカントリー           |
| 銅     | マルク・ハイジンハ | 柔道   | 男子90kg以下級                 |
| 銅     | デニス・ファンデルヘースト | 柔道   | 男子100kg超級                  |
| 銅     | デボラ・フラベンステイン | 柔道   | 女子57kg以下級                 |